# WIMP
WIMP je v informatice zkratka označující první grafické uživatelské rozhraní založené na práci s okny, které vytvořil v roce 1980 Merzouga Wilberts. WIMP je zkratka z anglického „window, icon, menu, pointer“
(okno, ikona, menu, ukazatel). Koncept grafického uživatelského rozhraní WIMP byl vyvinut pro počítač Xerox Alto z roku 1973 v laboratořích PARC (Palo Alto Research Center, Inc.) společnosti Xerox (dříve byla známa jako Xerox PARC) a získal si oblibu díky počítači Macintosh z roku 1984 od firmy Apple, kde byla rozšířena správa oken a přidán koncept lišty s menu (menu-bar). Koncept ovládání vymyslel na Stanfordově univerzitě výzkumník Douglas Engelbart, avšak v laboratořích Xeroxu byl jeho týmem do použitelné podoby uveden bez něj.

## Filozofie systému WIMP
WIMP systém obsahuje:
- Okna, která reprezentují spuštěné programy, z nichž každý je izolován od ostatních programů, které mohou mít vlastní okna
- Ikony, které reprezentují zkratky sloužící k provedení určité činnosti (například spuštění programu)
- Menu, což jsou textové nebo z ikon složené nabídky, ze kterých je možné jednu vybrat a provést tak určitou akci (podobně jako u ikony)
- Ukazatel, což je pohybující se grafický symbol reprezentující pohyb fyzického zařízení, pomocí něhož uživatel vybírá ikony, položky v menu nebo data

## WIMP a GUI
Označení WIMP je často používáno jako synonymum pro GUI (grafické uživatelské rozhraní), což není příliš přesné. WIMP používá grafiku pro zobrazení svých základních prvků (ikona, ukazatel myši), takže je jedním z grafických uživatelských rozhraní. Avšak opačný směr výkladu (tj. že každé GUI je automaticky typu WIMP) však není možný, protože ne všechna grafická rozhraní používají stejné prvky jako WIMP. Například grafická rozhraní pro mobilní telefony (v roce 2016) běžně neobsahují ani okna ani ukazatel myši, i když pro spouštění aplikací využívají ikony a mohou využívat i menu.

## Jiné interpretace
Existují i jiná vysvětlení zkratky, která zaměňují anglická slova „mouse“ a „mice“ nebo „pull-down menu“ a „pointing“.
Lze například nalézt následující interpretace:
- W: Window(s) – okno, okna
- I: Icon(s) – ikona, ikony
- M: Menu(s) – kontextová nabídka; Mouse, Mice – myš, myši (ne příliš časté, mějte na paměti, že myš spadá pod polohovací zařízení)
- P: Pointing device(s) – polohovací zařízení; Pointing – Ukazování; Pointer(s) – ukazatel(e) (v angličtině je výrazem pointer označována ikona kurzoru myši); Pull-down menu(s) – Roletové menu (roletové menu je součástí kontextové nabídky)

Jinou možností je označení písmena P ve zkratce WIMP slovem Program, který ze zkratky dělá podstatné jméno pro označení uživatelského prostředí.

## Kritika
Někteří výzkumníci v oblasti interakce mezi člověkem a počítačem považují WIMP za nevhodný pro více aplikací, zejména ty, které vyžadují přesný lidský vstup nebo více než tři rozměry vstupu. Kreslení a psaní jsou příkladem těchto omezení; tradiční ukazatel je omezen dvěma rozměry, a proto nezohledňuje tlak aplikovaný při použití nástroje pro fyzické psaní. K překonání tohoto omezení se často používají grafické tablety citlivé na tlak.
Dalším problémem s uživatelskými rozhraními ve stylu WIMP je to, že mnoho implementací znevýhodňuje uživatele se zdravotním postižením. Například uživatelé se zrakovým postižením mohou mít potíže s používáním aplikací, když nejsou k dispozici alternativní textová rozhraní. Lidé s motorickým postižením, jako je Parkinsonova choroba, nemusí být schopni přesně procházet zařízení pomocí tradičního ukazatele myši pro zadávání. K překonání těchto překážek výzkumníci pokračují ve zkoumání způsobů, jak učinit moderní počítačové systémy dostupnější. Nedávný vývoj v oblasti umělé inteligence, konkrétně strojového učení, otevřel nové dveře pro přístupnost v technologii nebo asistenční technologii.